# The Bold Ones: The New Doctors
The Bold Ones: The New Doctors ist eine US-amerikanische Krankenhausserie, die von 1969 bis 1973 lief. Sie wurde von Steven Bochco, Richard H. Landau und Paul Mason entwickelt. Die Hauptrollen spielten E. G. Marshall, David Hartman und John Saxon, der nach der dritten Staffel durch Robert Walden ersetzt wurde. Die Serie ist Teil der Wheel series The Bold Ones.

## Inhalt
Dr. David Craig ist ein überaus erfolgreicher Neurochirurg, der in Los Angeles eine eigene hochmoderne Klinik eröffnen konnte, das „David Craig Institute for New Medicine“. Diese Klinik verfügt über ein eigenes Forschungszentrum, das von Dr. Paul Hunter geleitet wird. Zusammen mit dem Chefchirurgen Dr. Theodore Stuart helfen sie ihren Patienten mit hochmodernen, bisweilen auch experimentellen Methoden. Dabei werden sie aber auch immer wieder mit deren ethischen Folgen konfrontiert. Sie behandeln auch im Scheinwerferlicht stehende Persönlichkeiten wie einen Berater des Präsidenten der USA oder einen Astronauten auf dem Weg zum Mond.

## Hintergrund
The Bold Ones: The New Doctors war von Anfang an die erfolgreichste Serie in The Bold Ones. Damit lief die Serie, mit der die Wheel series am 14. September 1969 gestartet wurde, als einzige über alle vier Staffeln. In der vierten Staffel lief sie als letzte verbliebene Serie alleine, ein Experiment, das im Januar 1973 aufgegeben wurde. Nach fast vier Monaten Pause wurde am 4. Mai 1973 die letzte Folge ausgestrahlt – es war die letzte Folge von The Bold Ones überhaupt.
Nach der dritten Staffel verließ John Saxon die Serie und wurde durch Robert Walden ersetzt. Keiner der beiden wurde jedoch in der Besetzung der ersten Folge der vierten Staffel erwähnt, die der zweite Teil einer Doppelfolge war, deren erster Teil im Rahmen der Serie Der Chef gezeigt wurde.

## Besetzung
| Schauspieler   | Rollenname          | Folgen | Jahre     |
| -------------- | ------------------- | ------ | --------- |
| David Hartman  | Dr. Paul Hunter     | 1–45   | 1969–1973 |
| E. G. Marshall | Dr. David Craig     | 1–45   | 1969–1973 |
| John Saxon     | Dr. Theodore Stuart | 1–29   | 1969–1972 |
| Robert Walden  | Dr. Martin Cohen    | 31–45  | 1972–1973 |

## Episoden

### Staffeln
| Staffel | Episodenanzahl | Erstausstrahlung USA | Erstausstrahlung USA |
| Staffel | Episodenanzahl | Staffelpremiere      | Staffelfinale        |
| ------- | -------------- | -------------------- | -------------------- |
| 1       | 10             | 14. September 1969   | 1. März 1970         |
| 2       | 8              | 20. September 1970   | 14. Februar 1971     |
| 3       | 11             | 21. September 1971   | 5. März 1972         |
| 4       | 16             | 19. September 1972   | 4. Mai 1973          |

### Staffel 1
| Nr. (ges.) | Nr. (St.) | Originaltitel                            | Erstausstrahlung Vereinigte Staaten | Regie          | Drehbuch                       | Gastdarsteller                                           |
| ---------- | --------- | ---------------------------------------- | ----------------------------------- | -------------- | ------------------------------ | -------------------------------------------------------- |
| 1          | 1         | To Safe a Life                           | 14. Sep. 1969                       | Don McDougall  | Irv Pearlberg                  | Pat Hingle, Gene Raymond, Virginia Gregg                 |
| 2          | 2         | What’s the Price of a Pair of Eyes?      | 5. Okt. 1969                        | Jeffrey Hayden | Sandy Stern                    | Jason Evers, Tisha Sterling, Walter Barnes               |
| 3          | 3         | The Rebellion of the Body                | 19. Okt. 1969                       | Daniel Petrie  | Alfred Brenner                 | William Smithers                                         |
| 4          | 4         | Man Without a Heart                      | 9. Nov. 1969                        | Jack Starrett  | Irve Tunick                    | Howard Duff, Paul Bryar                                  |
| 5          | 5         | One Small Step for Man                   | 23. Nov. 1969                       | Jack Starrett  | Robert Pirosh                  | Terry Carter, Yale Summers                               |
| 6          | 6         | Crisis                                   | 7. Dez. 1969                        | Don McDougall  | Donn Mullally                  | Bradford Dillman, Jeffrey Lynn, Norma Crane, Tom Helmore |
| 7          | 7         | And Those Unborn                         | 21. Dez. 1969                       | Robert Day     | Blanche Hanalis                | Lois Nettleton, Stephen McNally                          |
| 8          | 8         | If I Can’t Sing, I’ll Listen             | 18. Jan. 1970                       | Don Weis       | Leonard Stadd, Blanche Hanalis | Josephine Hutchinson, Lorraine Gary                      |
| 9          | 9         | This Day’s Child                         | 8. Feb. 1970                        | Jeffrey Hayden | Sandy Stern                    | Bethel Leslie, Sheila Larken                             |
| 10         | 10        | Dark Is the Rainbow, Loud Is the Silence | 1. März 1970                        | Barry Shear    | Max Hodge                      | Jack Klugman, Katherine Woodville                        |

### Staffel 2
| Nr. (ges.) | Nr. (St.) | Originaltitel                 | Erstausstrahlung Vereinigte Staaten | Regie               | Drehbuch                    | Gastdarsteller                                                                  |
| ---------- | --------- | ----------------------------- | ----------------------------------- | ------------------- | --------------------------- | ------------------------------------------------------------------------------- |
| 11         | 1         | This Will Really Kill You     | 20. Sep. 1970                       | Jeffrey Hayden      | Robert White, Phyllis White | Tisha Sterling, Michael Anderson, Jr., George Murdock                           |
| 12         | 2         | Killer on the Loose           | 11. Okt. 1970                       | Abner Biberman      | Reuben Bercovitch           | Georg Stanford Brown, Robert Hooks, Julie Adams, Virginia Gregg                 |
| 13         | 3         | Giants Never Kneel            | 25. Okt. 1970                       | Daryl Duke          | Nat Tanchuck, Sy Salkovitz  | Arthur Hill, DeForest Kelley, Carol Lynley                                      |
| 14         | 4         | First: No Harm to the Patient | 15. Nov. 1970                       | Jeffrey Hayden      | Howard Browne, Sy Salkowitz | James Broderick, Lonny Chapman, Richard Dreyfuss, Katherine Crawford            |
| 15         | 5         | In Dreams They Run            | 13. Dez. 1970                       | Jerry Lewis         | Don Tait, Sandy Stern       | Joanne Linville, Arch Johnson, Kathleen Freeman                                 |
| 16         | 6         | A Matter of Priorities        | 3. Jan. 1971                        | Leslie H. Martinson | Irv Pearlberg               | Kim Hunter, Harold J. Stone, Katherine Crawford, Pernell Roberts, James Sikking |
| 17         | 7         | An Absence of Loneliness      | 24. Jan. 1971                       | Joel Rogosin        | Michael Blankfort           | Edward Binns, Coleen Gray, Julie Adams, Ann Doran                               |
| 18         | 8         | Tender Predator               | 14. Feb. 1971                       | Richard Benedict    | Don Ingalls                 | Karen Valentine, Katherine Crawford, Melissa Hart                               |

### Staffel 3
| Nr. (ges.) | Nr. (St.) | Originaltitel                  | Erstausstrahlung Vereinigte Staaten | Regie          | Drehbuch                   | Gastdarsteller                                                      |
| ---------- | --------- | ------------------------------ | ----------------------------------- | -------------- | -------------------------- | ------------------------------------------------------------------- |
| 19         | 1         | Broken Melody                  | 21. Sep. 1971                       | ?              | ?                          | Joyce Van Patten, Milton Selzer, Dana Elcar                         |
| 20         | 2         | Angry Man                      | 3. Okt. 1971                        | Alf Kjellin    | Howard Dimsdale            | Dina Merrill, Dabbs Greer, Helen Kleeb                              |
| 21         | 3         | One Lonely Step                | 24. Okt. 1971                       | Leonard Horn   | Edward J. Lakso            | Pat Crowley, Louis Gossett junior                                   |
| 22         | 4         | Close Up                       | 7. Nov. 1971                        | ?              | ?                          | Joan Van Ark, Paul Gleason, Jennifer Rhodes                         |
| 23         | 5         | The Convicts                   | 21. Nov. 1971                       | John Newland   | George Lefferts            | Don Stroud, Val Avery, Loretta Swit                                 |
| 24         | 6         | Glass Cage                     | 5. Dez. 1971                        | ?              | ?                          | Dick Shawn, Brock Peters, Pat Hingle, Frank Campanella, Lynn Carlin |
| 25         | 7         | Dagger in the Mind             | 19. Dez. 1971                       | Leonard Horn   | Howard Dimsdale            | Robert Sterling, Mary Layne                                         |
| 26         | 8         | Moment of Crisis               | 2. Jan. 1972                        | Michael Caffey | George Lefferts            | Lloyd Bochner, Edward Andrews                                       |
| 27         | 9         | Short Flight to a Distant Star | 23. Jan. 1972                       | Arnold Laven   | Howard Dimsdale            | Cameron Mitchell, Jess Walton                                       |
| 28         | 10        | A Threatened Species           | 6. Feb. 1972                        | John Badham    | Jack Guss, Gabrielle Upton | Norma Crane, Clu Gulager                                            |
| 29         | 11        | Discovery at Fourteen          | 5. März 1972                        | Don Taylor     | Robert M. Young            | Jane Wyman, Mike Farrell, Jim Davis, Ron Howard                     |

### Staffel 4
| Nr. (ges.) | Nr. (St.) | Originaltitel                                   | Erstausstrahlung Vereinigte Staaten | Regie             | Drehbuch                          | Gastdarsteller                                                          |
| ---------- | --------- | ----------------------------------------------- | ----------------------------------- | ----------------- | --------------------------------- | ----------------------------------------------------------------------- |
| 30         | 1         | Five Days in the Death of Sgt. Brown, Part II 1 | 19. Sep. 1972                       | Leonard Horn      | Robert Van Scoyk                  | Raymond Burr, Don Galloway, Don Mitchell, Vic Morrow, Ann Doran         |
| 31         | 2         | Is This Operation Necessary?                    | 26. Sep. 1972                       | John Badham       | Ken Kolb                          | Richard Basehart, Dorothy Malone, Vic Tayback                           |
| 32         | 3         | A Nation of Human Pincushions                   | 3. Okt. 1972                        | John Badham       | Robert L. Collins                 | Carl Reiner, Jeff Corey, Jack Albertson, Lloyd Nolan                    |
| 33         | 4         | Time Bomb in the Chest                          | 10. Okt. 1972                       | Daryl Duke        | Charles McDaniel                  | John Vernon, Joanne Linville, Michael C. Gwynne                         |
| 34         | 5         | A Standard of Manhood                           | 17. Okt. 1972                       | Daryl Duke        | Robert L. Collins                 | Frank Converse, Shirley Knight, Dabney Coleman                          |
| 35         | 6         | A Substitute Womb                               | 24. Okt. 1972                       | Richard Donner    | Oliver Crawford, Lionel E. Siegel | Stefanie Powers, Sheila Larken                                          |
| 36         | 7         | A Very Strange Triangle                         | 31. Okt. 1972                       | Jeremy Kagan      | Peggy O’Shea                      | Donna Mills, Jo Ann Harris                                              |
| 37         | 8         | A Quality of Fear                               | 14. Nov. 1972                       | Richard Donner    | Jeff Myrow                        | Marlyn Mason, Richard Anderson, Herb Edelman, Celia Lovsky              |
| 38         | 9         | An Inalienable Right to Die                     | 28. Nov. 1972                       | Walter Doniger    | Gustave Field, Robert Van Scoyk   | Susan Clark, Robert Foxworth, Michael Fox, Jason Wingreen               |
| 39         | 10        | A Purge of Madness                              | 5. Dez. 1972                        | Marvin J. Chomsky | Lionel E. Siegel                  | Ross Martin, L. Q. Jones, Mariette Hartley, Milton Berle, Lurene Tuttle |
| 40         | 11        | End Theme                                       | 12. Dez. 1972                       | ?                 | ?                                 | Clu Gulager, Don Johnson, Lane Bradbury                                 |
| 41         | 12        | The Velvet Prison                               | 19. Dez. 1972                       | Richard Donner    | Ron Bishop                        | Diana Muldaur, Charles Cioffi, Val Bisoglio                             |
| 42         | 13        | A Terminal Career                               | 2. Jan. 1973                        | Joel Olianski     | Alvin Sapinsley                   | Ida Lupino, Susan Howard, Michael Constantine                           |
| 43         | 14        | Tightrope to Tomorrow                           | 9. Jan. 1973                        | John Newland      | Ken Kolb                          | William Shatner, Whit Bissell                                           |
| 44         | 15        | The Night Crawler                               | 16. Jan. 1973                       | ?                 | ?                                 | Henry Darrow, Jess Walton                                               |
| 45         | 16        | And Other Springs I May Not See                 | 4. Mai 1973                         | Frank Pierson     | Frank Pierson, Mark Rodgers       | Leslie Nielsen, Jane Wyman, Kathleen Nolan, Pat O’Brien                 |

## Kritiken
In seiner Kritik auf DVDTalk.com weist Stuart Galbraith IV darauf hin, dass die gezeigten medizinischen Methoden in den 1960er und 1970er Jahren zwar topmodern gewesen sein mögen, 2016 aber Standard oder gar veraltet seien. Gleiches gelte auch für das Krankenhausdrama, sodass The Bold Ones: The New Doctors mittlerweile einfach altmodisch wirke. Als Beispiel führt er die Pilotfolge an, bei der es um Organtransplantationen und um die dazu gehörigen Formalia geht.

## Auszeichnungen
David Hartman war 1973 bei den Golden Globe Awards in der Kategorie Bester Darsteller in einer Fernsehserie – Drama nominiert. Der Preis ging jedoch an Peter Falk für seine Leistung in der Serie Columbo.
1972 war Howard Dimsdale für die Folge Angry Man in der Kategorie Bestes Drehbuch in einer Fernsehserie (Drama) für den Writers Guild of America Award nominiert. Der Preis ging an The Psychiatrist.

## DVD
The Bold Ones: The New Doctors wurde am 1. März 2016 auf DVD veröffentlicht.